# La tardona
La tardona (La Vieille Fille) è un film del 1972 diretto da Jean-Pierre Blanc.

## Trama
Gabriel, un uomo di mezza età in transito per una cittadina marittima della costa mediterranea francese, è costretto ad alloggiare presso un locale alberghetto, a causa di un guasto alla sua auto. Si è in piena estate, per cui l'inconveniente si trasforma per lui in una vacanza non programmata. Tra i clienti dell'hotel c'è Muriel, una piacevole donna single non proprio nel fiore degli anni, per la quale Gabriel inizia a nutrire una profonda simpatia, mentre lei a causa della sua timidezza, sembra invece respingerlo. Tra incontri con personaggi al limite del caricaturale ed il grottesco, cameriere frivole e incompetenti, pasti non proprio esaltanti, chiacchierate a ruota libera, si crea poco a poco tra i due una gradevole sintonia, fino ad un congedo foriero di futuri sviluppi, allorché lei ripartendo per Parigi dalla stazione ferroviaria, gli dona un taccuino su cui aveva scritto il proprio indirizzo.

## Produzione
Co-produzione italo-francese realizzata da Lira Films, Pegaso Cinematografica e Praesidens, il film venne girato completamente in Francia, a Cassis, nel dipartimento delle Bocche del Rodano.

## Distribuzione
Il film venne distribuito nelle sale cinematografiche francesi il 5 gennaio 1972, riscuotendo un buon successo di pubblico e di critica.
In Italia uscì il 14 agosto dello stesso anno.
Venne presentato al Festival di Berlino (dove vinse l'Orso d'argento per la miglior regia) nel giugno 1972 ed al Chicago International Film Festival (dove fu premiato per la miglior opera prima) nel novembre 1972.